# Алісон Ґреґорка
Алісон Ґреґорка  (англ. Alison Gregorka, 29 червня 1985) — американська ватерполістка, олімпійська медалістка.

## Виступи на Олімпіадах
| Олімпіада  | Дисципліна | Місце |
| ---------- | ---------- | ----- |
| Пекін 2008 | водне поло | 2     |